# 意外的春天
《意外的春天》（英語：The Sweet Hereafter）是1997年的電影作品，為加拿大導演艾騰·伊格言所執導，改編自羅素·班克斯的小說《意外的春天》。本片獲得的評價極佳，於第50屆坎城影展獲得評審團大獎，隔年亦入圍第70屆奧斯卡金像獎最佳導演與最佳改編劇本。
2002年，加拿大雜誌Playback舉辦的票選中，《意外的春天》被選為加拿大影史上最偉大的電影；2015年，多倫多國際影展評選出「影史上最偉大的10部加拿大電影」，本片名列第3名。

## 劇情
一個小鎮曾發生校車墜入結冰湖泊事件，共造成14名學童罹難，外地來的律師Mitchell Stephens試圖說服那些極度悲傷的家長，這些意外是由於政府的怠忽職守所造成，鼓勵他們發起集體訴訟；另一方面，Mitchell Stephens自己也與嗑藥的女兒關係不佳，往事的痛苦不斷縈繞他心頭。

## 演員
- 伊恩·霍姆 - Mitchell Stephens
- 莎拉·波莉 - Nicole Burnell
- 布魯斯·格林伍德 - Billy Ansel

## 獎項
| 獎項               | 獎項               | 受獎者                                                                   | 階段／結果 |
| ------------------ | ------------------ | ------------------------------------------------------------------------ | ---------- |
| 第50屆坎城影展     | 金棕櫚獎           | 艾騰·伊格言 《意外的春天》                                               | 提名       |
| 第50屆坎城影展     | 評審團大獎         | 艾騰·伊格言 《意外的春天》                                               | 獲獎       |
| 第50屆坎城影展     | 費比西國際影評人獎 | 艾騰·伊格言 《意外的春天》                                               | 獲獎       |
| 第50屆坎城影展     | 基督教評審團獎     | 艾騰·伊格言 《意外的春天》                                               | 提名       |
| 第70屆奧斯卡金像獎 | 最佳導演           | 艾騰·伊格言                                                              | 提名       |
| 第70屆奧斯卡金像獎 | 最佳改編劇本       | 艾騰·伊格言                                                              | 提名       |
| 第18屆金尼獎       | 最佳劇情片         | 《意外的春天》                                                           | 獲獎       |
| 第18屆金尼獎       | 最佳導演           | 艾騰·伊格言                                                              | 獲獎       |
| 第18屆金尼獎       | 最佳男主角         | 伊恩·霍姆                                                                | 獲獎       |
| 第18屆金尼獎       | 最佳男主角         | 布魯斯·格林伍德                                                          | 提名       |
| 第18屆金尼獎       | 最佳女主角         | 莎拉·波莉                                                                | 提名       |
| 第18屆金尼獎       | 最佳女主角         | Gabrielle Rose                                                           | 提名       |
| 第18屆金尼獎       | 最佳男配角         | Tom McCamus                                                              | 提名       |
| 第18屆金尼獎       | 最佳攝影           | Paul Sarossy                                                             | 獲獎       |
| 第18屆金尼獎       | 最佳服裝設計       | Beth Pasternak                                                           | 提名       |
| 第18屆金尼獎       | 最佳剪輯           | Susan Shipton                                                            | 提名       |
| 第18屆金尼獎       | 最佳整體音效       | Daniel Pellerin、Keith Elliott、Peter Kelly與Ross Redfern                | 獲獎       |
| 第18屆金尼獎       | 最佳音效剪接       | Steve Munro、Sue Conley、Goro Koyama、Andy Malcolm與David Drainie Taylor | 獲獎       |
| 第18屆金尼獎       | 最佳配樂           | 麥可·唐納                                                                | 獲獎       |
| 第18屆金尼獎       | 最佳電影歌曲       | 麥可·唐納、莎拉·波莉 <意外的春天>                                        | 提名       |
| 第18屆金尼獎       | 最佳劇本           | 艾騰·伊格言                                                              | 提名       |

## 外部連結
- 互联网电影数据库（IMDb）上《意外的春天》的资料（英文）
- 爛番茄上《意外的春天》的資料（英文）
- 豆瓣电影上《意外的春天》的資料 （简体中文）